# Kolbeckita
La kolbeckita es un mineral de la clase de los minerales fosfatos, y dentro de esta pertenece al llamado "grupo de la metavariscita". Fue descubierta en 1926 en Schmiedeberg, en Sajonia (Alemania), siendo nombrada así en honor de Friedrich L.W. Kolbeck, mineralogista alemán. Sinónimos poco usados son: eggonita, sterrettita.

## Características químicas
Químicamente es un fosfato de escandio hidratado. El grupo de la metavariscita al que pertenece son todos fosfatos o arseniatos monoclínicos di-hidratados de un catión trivalente, por lo que isomorfo con todos ellos. Es común que tenga distintos tipos de impurezas que le dan distintas coloraciones: celeste, gris-azul o verde-manzana.

## Formación y yacimientos
Es un mineral secundario raro, que puede encontrarse en yacimientos de fosfatos y en algunas vetas hidrotermales.
Suele encontrarse asociado a otros minerales como: cuarzo, grupo de la clorita, wardita, vernadita, variscita, malhmoodita, litioforita, yeso o crandallita.